# Zotac
Zotac je výrobce počítačového hardwaru sídlící v Hongkongu. Specializuje se na výrobu grafických karet, minipočítačů, SSD disků a dalšího PC příslušenství. Všechny produkty jsou vyráběny v Číně v továrnách PC partner ve městě Dongguan.
Kromě mezinárodní centrály v Hongkongu má Zotac také čtyři pobočky v Japonsku, v Jižní Koreji, ve Spojených státech a v Německu.

## Historie
Firma Zotac byla založena v roce 2006. Její název byl odvozen od slov "zóna" a "takt". O rok později Zotac vytvořil svou první grafickou kartu, Zotac GeForce 7300 GT. V roce 2008 se stal Zotac společností, která jako první začala vyrábět karty s továrním přetaktováním.

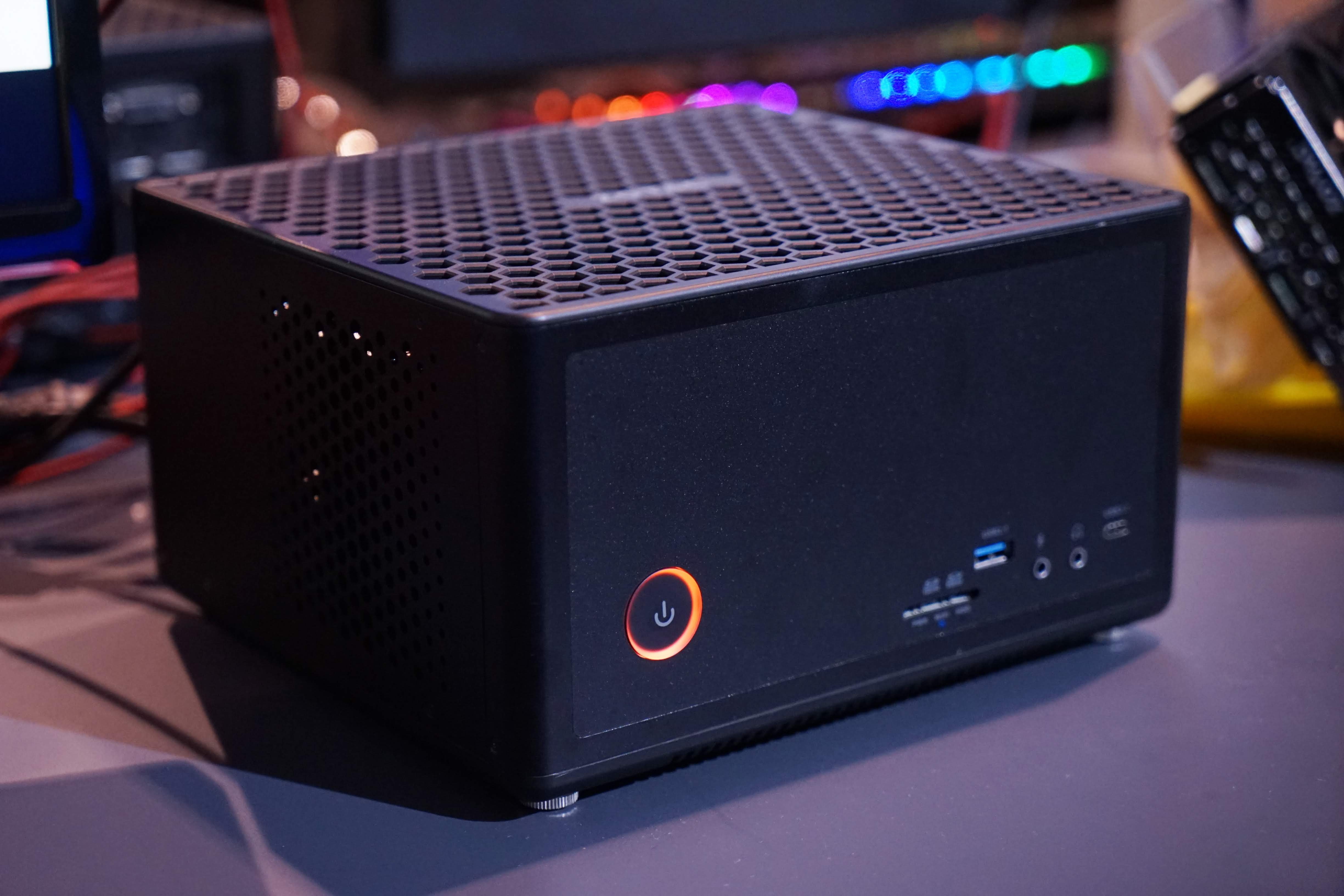
Zotac ZBOX Mini PC

V roce 2015 firma vytvořila Steam Machine s názvem NEN. Byl osazený procesorem Intel Core i5-6400T a grafickou kartou Nvidia GeForce 960.
V roce 2017 vydal Zotac svou řadu karet GTX 1000. Představili také svou novou značku s názvem Zotac Gaming. Prvním jejím produktem uvedeným na trh byl MEK Gaming PC, což byl desktopový mini ITX počítač. Jako další vydala společnost Zotac také externí box na grafickou kartu, který podporoval Thunderbolt 3 a vešla se do něj grafická karta o délce necelých 23cm.
V roce 2018 firma Zotac oznámila své grafické karty řady GeForce 2000. Kromě grafických karet vydal Zotac v roce 2018 také novou řadu ZBOX mini PC.